# Малвинас Архентинас
Малвинас Архентинас (шп. Malvinas Argentinas) је град у Аргентини у покрајини Буенос Ајрес. Према процени из 2005. у граду је живело 307.853 становника.

## Становништво
Према процени, у граду је 2005. живело 307.853 становника.
| 1980. | 1991.   | 2001.   |
| ----- | ------- | ------- |
| ...   | 239.113 | 290.691 |